# CH-92A
CH-92А је кинеска извиђачко-борбена беспилотна летелица. Летелицу производи компанија Aerospace Long March International.

## Опис
Летелица у ваздуху може остати до 10 часова и бити удаљена 250 км од командне станице. Поседује 2 подвесне тачке на које се монтирају навођене ракете земља-ваздух ФТ-8Д домета 5 км.
Србија је постала први инострани корисник ове беспилотне летелице (6 комада), а поред саме летелице добијен је и трансфер технологије за домаћу БПЛ исте намене Пегаз.